# Cingle dels Plans
El Cingle del Plans, és una cinglera del terme municipal de Tremp, del Pallars Jussà, dins de l'antic terme de Fígols de Tremp.
Està situat a llevant del poble de Claramunt, forma part de la carena que separa les valls del barranc de la Vileta, a ponent, afluent de la Noguera Ribagorçana, i del barranc de Ricós, a llevant, afluent de la Noguera Pallaresa. A l'extrem meridional de la cinglera es troba el Coll del Bimet.